# Histeria coletiva
Histeria coletiva, também conhecida por histeria em massa ou folie à plusieurs (do francês, "Loucura de muitos"), é o fenômeno sociopsicológico definido pela manifestação dos mesmos ou semelhantes sintomas histéricos por mais de uma pessoa. Uma manifestação comum de histeria coletiva ocorre quando um grupo de pessoas acredita que sofre de uma doença ou padecimento semelhante.

## Características
A histeria coletiva começa tipicamente quando alguém adoece ou torna-se histérico durante um período de stress. Após a demonstração dos sintomas pelo indivíduo inicial, outras pessoas começam a manifestar sintomas semelhantes, geralmente náuseas, fraqueza muscular, convulsões ou dores de cabeça.

## Casos famosos
- Epidemia de dança de 1518 - França;
- Possessão das Freiras de Loudun- França, 1634
- Irish Fright - Reino Unido, 1688;
- Bruxas de Salém - Estados Unidos da América, 1692;
- Grande Medo - França, 1789;
- Spring Heeled Jack - Inglaterra, 1837;
- Morte de Rudolph Valentino - Estados Unidos da América, 1926;
- O anestesista louco de Mattoon - Estados Unidos da América, 1944;
- Epidemia do purgador de vento de Seattle - Estados Unidos da América, 1954;
- Epidemia de Risos em Tanganica - Tanzânia, 1962;
- Histeria do abuso sexual em creches - anos 80;
- Epidemia de desmaios na Cisjordânia (1983);
- Envenenamento de estudantes em Kosovo, 1990;
- Vírus Morangos com Açúcar - Portugal, 2006;
- Fenômeno 2012;
- Charlie Charlie - 2015;
- Avistamentos de palhaços em 2016;
- Mothman;
- Slender Man.